# Canthidium parvulum
Canthidium parvulum är en skalbaggsart som beskrevs av Edgar von Harold 1883. Canthidium parvulum ingår i släktet Canthidium och familjen bladhorningar. Inga underarter finns listade.